# Couce

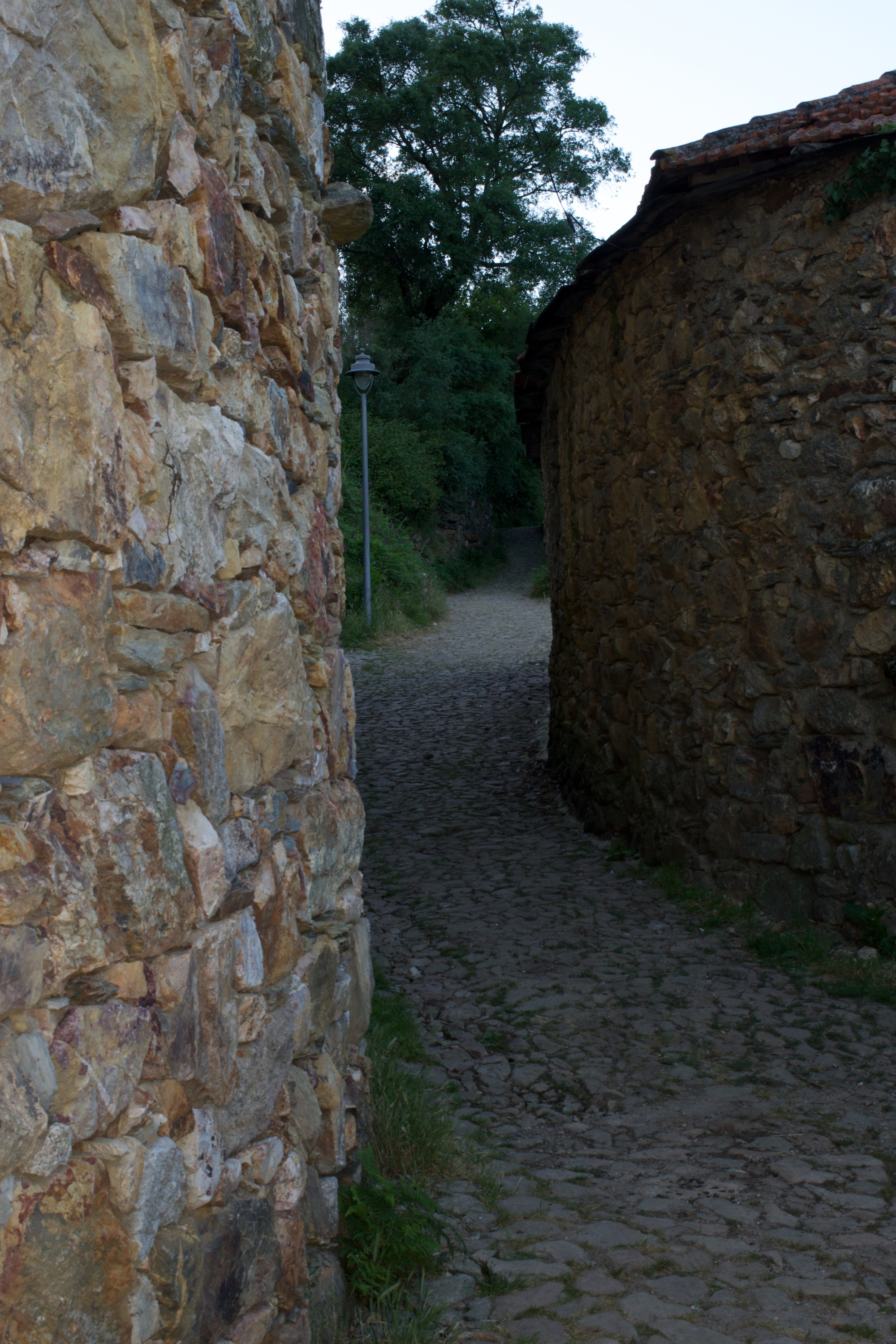
Rua de Couce

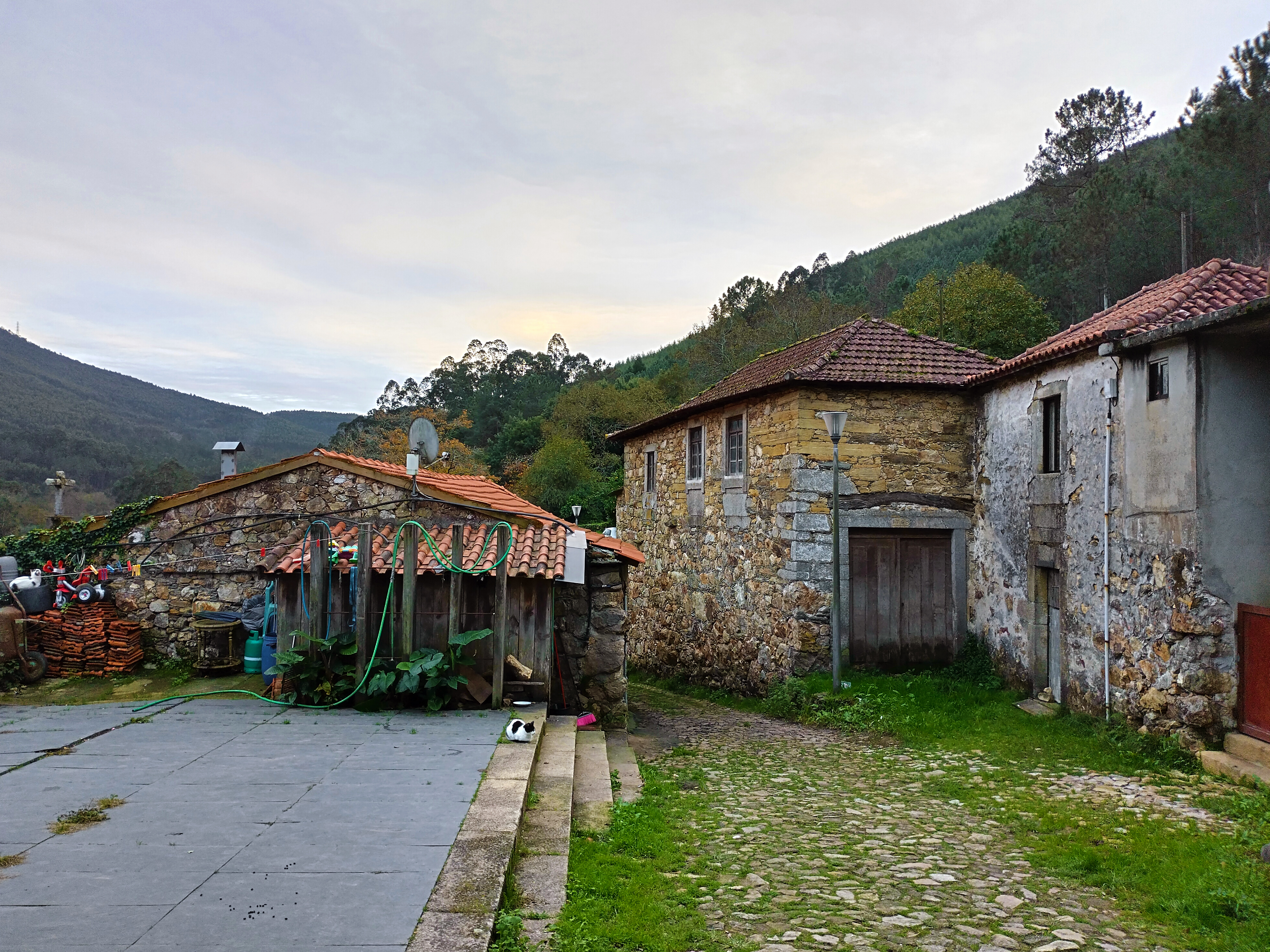
Casas de Couce

Couce é uma aldeia em Valongo com apenas 12 habitantes.
Situada na margem direita do vale do rio Ferreira, entre as serras de Pias e de Santa Justa (no Parque das Serras do Porto), a cerca de 4Km da zona urbana de Valongo, a aldeia é um pequeno povoado rural de origem remota que, apesar da sua proximidade ao centro urbano, ainda não possui água canalizada e só passou a ter serviço de correio em 2014.